# Aigonnay
Aigonnay är en kommun i departementet Deux-Sèvres i regionen Nouvelle-Aquitaine i västra Frankrike. Kommunen ligger i kantonen Celles-sur-Belle som tillhör arrondissementet Niort. År 2018 hade Aigonnay 634 invånare.

## Befolkningsutveckling
Antalet invånare i kommunen Aigonnay
| Referens: INSEE |